# Kaśka Rogulska
Kaśka Rogulska is een Pools voormalig langebaanschaatsster, die later ook voor Nederland uitkwam.
In 1994 nam ze voor Polen deel aan de Europese kampioenschappen allround. Daarvoor was ze tussen 1986 en 1994 in totaal 14 keer uitgekomen in het Pools nationaal kampioenschap, en werd in 1993 Pools kampioene allround.
In 1991 trouwde Rogulska met de Nederlander Bert van der Tuuk, de eigenaar van een sportkledingfabriek, en in 1992 kwam ze bij de selectie van gewest Groningen. De verbeterde trainingsfaciliteiten en toegang tot beter materiaal maakten dat ze haar levensdoel kon behalen, deelname aan het EK. Ook werd ze Pools nationaal kampioen.

## Records

### Persoonlijke records[3]
| Afstand    | Tijd    | Datum            | Baan       |
| ---------- | ------- | ---------------- | ---------- |
| 500 meter  | 42,33   | 6 maart 2005     | Heerenveen |
| 1000 meter | 1.24,09 | 23 februari 2013 | Inzell     |
| 1500 meter | 2.09,40 | 22 maart 1998    | Calgary    |
| 3000 meter | 4.35,62 | 6 maart 2016     | Leeuwarden |
| 5000 meter | 8.19,31 | 15 maart 2017    | Groningen  |

## Privé
Na het seizoen 1993-1994 nam Rogulska de Nederlandse nationaliteit aan. Zij heeft twee zonen, die beiden deelnamen aan het WK Wielrennen bij de junioren. In 2017 nam Danny van der Tuuk deel aan het WK in Noorwegen, en in 2018 kwam Axel van der Tuuk in actie op het WK in Oostenrijk.